# Girolamo da Carpi

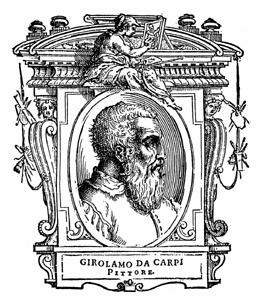
Ritratto di Girolamo da Carpi nell'edizione del 1568 delle Vite di Vasari.

Girolamo Sellari, detto Girolamo da Carpi (Ferrara, 1501 – Ferrara, 1º agosto 1556), è stato un pittore e architetto italiano.

## Biografia

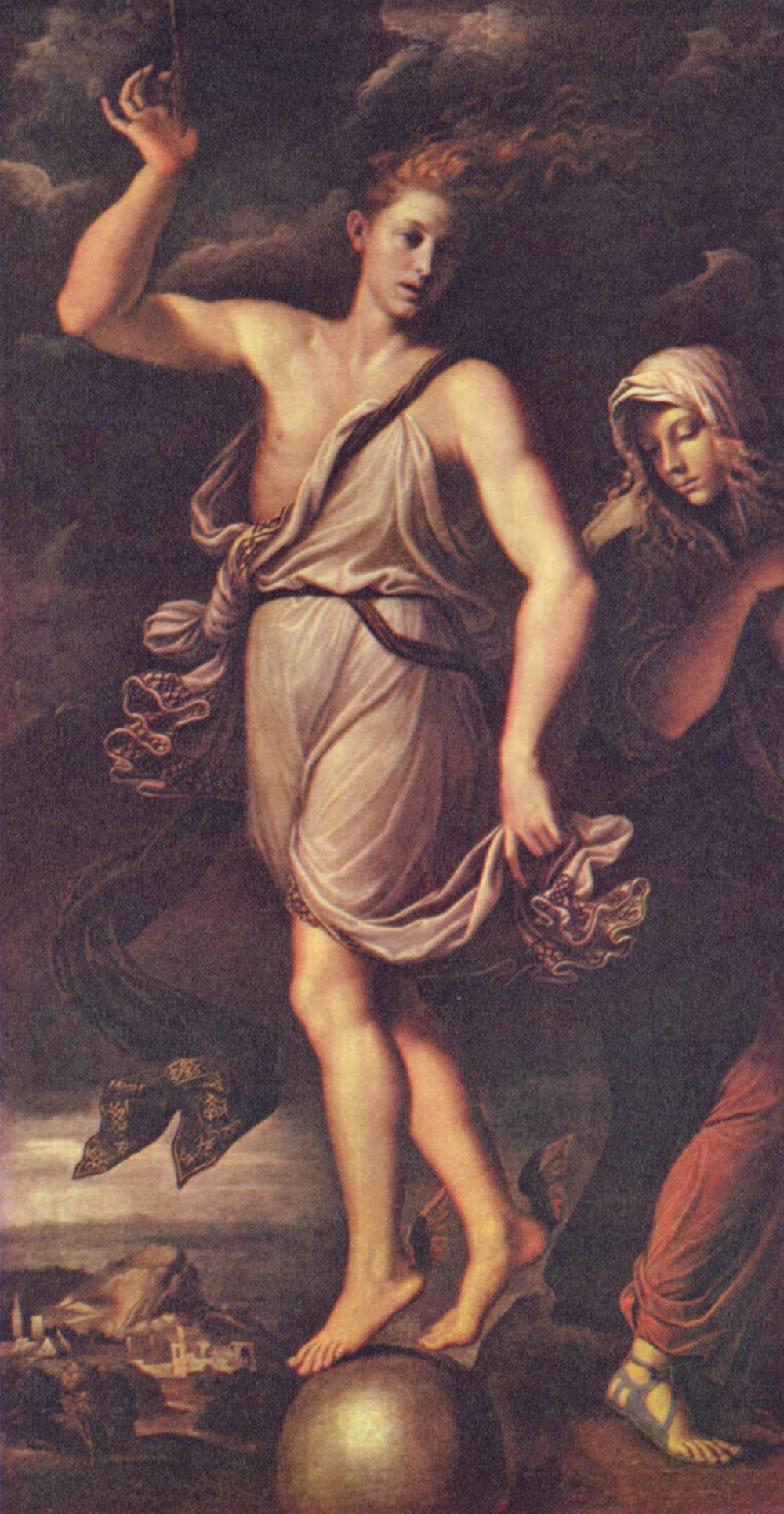
Opportunità e pazienza, 1541

Girolamo da Carpi, pittore e decoratore, la cui figura lungamente fu confusa con quella di Girolamo da Treviso, lavorò alla corte degli Este di Ferrara, dove iniziò a dipingere, con un apprendistato presso Benvenuto Tisi detto "il Garofalo"; ma all'età di vent'anni si trasferì a Bologna. È considerato un'importante figura della pittura del primo Rinascimento della locale scuola bolognese.
Il Vasari ne scrisse la biografia nell'edizione del 1568 delle Vite insieme a quella di Benvenuto Tisi da Garofalo nella parte 5.
Tra le sue opere principali si annoverano la Pala Muzzarelli della National Gallery of Art di Washington, precedente al 1530, che mise in evidenza i contatti avuti con Giulio Romano a Mantova, ma anche l'originalità per i paesaggi dilatati e la profondità spaziale delle nubi, nelle quali vennero immersi i personaggi.
Altri dipinti importanti furono il Presepio e il San Luca che dipinge la Vergine, nei quali l'artista raggiunse picchi di lirismo elevati.
Tra il 1531 e 1537 operò a Ferrara come architetto alla realizzazione di Palazzo Naselli Crispi e nel 1533 per la ristrutturazione del Castello Estense.